# Test obrotowy
Próba obrotowa  (ang. roll-over test) – test stosowany w celu określenia ryzyka wystąpienia stanu przedrzucawkowego. Próba jest wykonywana w 28-30 tygodniu ciąży. 
Polega na pomiarze ciśnienia tętniczego pacjentki. Umieszcza się pacjentkę na 15 minut na lewym boku. Następnie ciężarna kładzie się na wznak i mierzy się jej ciśnienie bezpośrednio po zmianie pozycji oraz po 5 minutach. Nieprawidłowy wynik, tj. podwyższone ciśnienie skurczowe o 30 mm Hg bądź rozkurczowe o 15 mm Hg, może sugerować ryzyko wystąpienia stanu przedrzucawkowego. 
Poza próbą obrotową w celach diagnostyki stanu przedrzucawkowego oznacza się również wrażliwość na egzogenną angiotensynę II, poziom kwasu moczowego w surowicy krwi i ilość białek występujących w moczu.